# Tina Mapes
Tina Ann Mapes (* 21. Januar 1971 in Maidstone) ist eine ehemalige englische Fußballspielerin.

## Karriere

### Vereine
Mapes gehörte in ihrer Jugend zuletzt dem in Reigate ansässigen LFC Reigate in der Saison 1988/89 an, bevor sie dem Jugendalter entwachsen vom FC Millwall verpflichtet wurde und für deren Frauenfußballabteilung sie in zwei Saisonen in der Greater London Women's Regional League (Regionalliga Großraum London) zum Einsatz kam. Mit der Mannschaft gewann sie am 27. April 1991 das Finale um den FA Women’s Cup und damit ihren ersten Titel im Seniorinnenbereich; im Prenton Park in Birkenhead wurde der Titelverteidiger Doncaster Rovers mit 1:0 bezwungen. Anschließend gehörte sie dem AFC Wimbledon in der Saison 1991/92 in der FA Women’s National League an, der seinerzeit höchsten Spielklasse im englischen Frauenfußball.
Das erste Mal im Ausland, kam sie für den in Kalmar ansässigen schwedischen Erstliganeuling Lindsdals IF in der Spielzeit 1992 zum Einsatz, wie auch in der Folgespielzeit. Mit Abstieg ihrer Mannschaft in die seinerzeit zweigleisige Division 1 verließ sie diese und kehrte nach England zurück.
In Charlton, im Südosten der britischen Hauptstadt London, spielte sie von 1994 bis 1997 für Charlton Athletic in der FA Women’s National League. Während ihrer Vereinszugehörigkeit gewann sie 1996 das Double (Meisterschaft und Pokal).
Von 1997 bis 1999 spielte sie für den Ligakonkurrenten Arsenal Women FC, mit dem sie zweimal den nationalen Vereinspokal gewann; dieser wurde nach ihrer Rückkehr zu Charlton Athletic mit diesem Verein im Jahr 2000 erneut gewonnen, wie auch die Meisterschaft.

### Nationalmannschaft
Mapes bestritt für A-Nationalmannschaft 19 Länderspiele, in denen sie torlos blieb. Mit ihr nahm sie im Jahr 1995 an der Europa- und Weltmeisterschaft teil. Bei der Europameisterschaft, in der das Halbfinale seinerzeit noch in Hin- und Rückspiel ausgetragen wurde, kam sie einzig im Rückspiel am 23. Februar bei der 1:2-Niederlage gegen die Nationalmannschaft Deutschlands in Bochum zu ihrem Turnierspiel.
Bei der in Schweden ausgetragenen Weltmeisterschaft wurde sie in allen drei Spielen der Gruppe B sowie in der Viertelfinalbegegnung mit der Nationalmannschaft Deutschlands eingesetzt. Das Spiel wurde am 13. Juni in Västerås mit 0:3 verloren, womit sie mit ihrer Mannschaft aus dem Turnier ausschied.

## Erfolge
Nationalmannschaft
- Halbfinalist Europameisterschaft 1995

FC Millwall
- FA Women’s Cup-Sieger 1991[6]

Charleton Athletic
- Englischer Meister 1996, 2000
- FA Women’s Cup-Sieger 1996, 2000[6]

Arsenal Women FC
- FA Women’s Cup-Sieger 1998, 1999[6]